# Du bist nicht allein
Du bist nicht allein ('Je bent niet alleen') is een Duitse komische dramafilm uit 2007 onder regie van Bernd Böhlich.

## Verhaal
De heer en mevrouw Moll wonen in een buitenwijk in het oosten van Berlijn en zijn al jaren werkloos. De heer Moll is schilder en mevrouw Moll een slager. Wanneer mevrouw Moll een nieuwe baan als bewaker krijgt, verandert hun leven. Ze krijgt een uniform en moet een opleiding volgen. Meneer Moll beschildert de balkonwand. De Duits-Russische Jewgenia Lehmann trekt met haar vader en dochter Tonka in het naastgelegen appartement. Zoon Svenni Moll probeert in contact te komen met het meisje, maar ze is afwijzend. Vader Moll heeft het wat gemakkelijker. Zijn vrouw moedigt hem aan om de buurvrouw te helpen en hij wordt verliefd op Jewgenia. Hij richt zich helemaal op Jewgenia, zonder dat zijn vrouw er iets van merkt en zonder te beseffen dat Jewgenia zijn burenhulp verwelkomt, maar niet meer dan dat.
Een andere nieuwe buur van de familie Moll is Kurt Wellinek. De natuurkundige raakte door werkloosheid aan de drank, wat uiteindelijk leidde tot een scheiding van zijn vrouw Silvia. Silvia is een voormalige actrice die nu probeert weer aan het werk te gaan. Ze krijgt een eerste baan als stemactrice. De regisseur geeft haar hoop op een rol in een televisieserie. Vermoedelijk wordt een mollige vrouw gezocht. Silvia bereidt zich voor op de casting met kussens en meerdere lagen kleding, maar komt erachter dat de scenarioschrijvers de rol hebben veranderd en nu op zoek zijn naar een slanke vrouw. De teleurstellingen in haar werk leiden haar langzaam terug naar Kurt en zorgen ervoor dat ze zijn problemen beter begrijpt. Ze plakt affiches op lantaarnpalen waarop gratis bijles in wiskunde en natuurkunde aangeboden wordt. Zo krijgt Kurt weer een doel in zijn leven.
Ondertussen ontdekt mevrouw Moll dat haar werk niet het belang heeft dat ze dacht dat het had. Ze bewaakt 's nachts een lege hal. Haar huwelijk blijkt een zeepbel wanneer ze zich realiseert hoezeer haar man gehecht is geraakt aan Jewgenia. Meneer Moll beseft dat zijn periode van opbloei niet lang meer zal duren. Hij besluit te vertrekken naar Nederland, waar vraag is naar schilders.

## Rolverdeling
- Katharina Thalbach als mevrouw Moll
- Axel Prahl als meneer Moll
- Katerina Medvedeva als Jewgenia Lehmann
- Karoline Eichhorn als Silvia Wellinek
- Herbert Knaup als Kurt Wellinek
- Jürgen Holtz als meneer Klotz
- Victor Choulman als Boris Lehmann
- Leon Kessler als Svenni Moll
- Maria Dragus als Tonka
- Mathieu Carrière als regisseur
- Dominique Horwitz als trainer